# Hysteropterum concaviceps
Hysteropterum concaviceps är en insektsart som beskrevs av Rauno E. Linnavuori 1971. Hysteropterum concaviceps ingår i släktet Hysteropterum och familjen sköldstritar. Inga underarter finns listade i Catalogue of Life.